# Sarcobatus

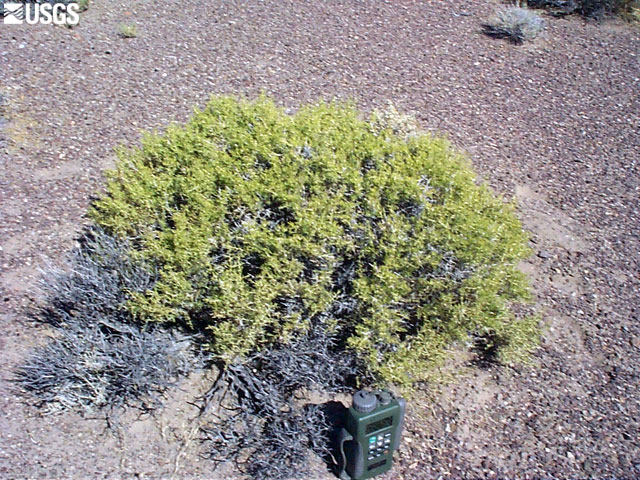
Sarcobatus baileyi

Sarcobatus ist die einzige Gattung der Familie der Sarcobataceae in der Ordnung der Nelkenartigen (Caryophyllales) innerhalb der Bedecktsamigen Pflanzen. Die Areale der nur zwei Arten liegen nur im südwestlichen Nordamerika einschließlich des nordwestlichen Mexiko. Es sind Halophyten in ariden Gebieten. In manchen Gebieten sind sie invasive Pflanzen. 

## Beschreibung

### Vegetative Merkmale
Sarcobatus-Arten wachsen als laubabwerfende, aufrechte, reich verzweigte Sträucher. Die Pflanzenteile können flaumig behaart sein. Die Zweige sind mit meist ein, selten zwei Dornen je Nodium bewehrt. Die ungestielten Laubblätter stehen meist wechselständig in Langtrieben oder dicht zusammenstehend an Kurztrieben; sie sind fleischig, sukkulent mit einem glatten Blattrand. Die Blätter sind grün im Gegensatz zu den anderen Arten im gleichen Habitat, die alle graue Blätter besitzen. Nebenblätter sind keine vorhanden.

### Generative Merkmale
Sie sind meist einhäusig getrenntgeschlechtig (monözisch), selten zweihäusig getrenntgeschlechtig (diözisch). Es sind keine Trag- oder Deckblätter vorhanden. Zehn bis 40 männliche Blüten sind in einem zylindrischen, kätzchenartigen Blütenstand angeordnet. Den männlichen Blüten fehlen Blütenhüllblätter; sie besitzen meist nur zwei bis vier (selten ein oder fünf) freie Staubblätter. Die weiblichen Blüten stehen einzeln oder paarweise in den Blattachseln; sie besitzen (zwei) glockenförmig verwachsene Blütenhüllblätter. Zwei Fruchtblätter sind zu einem teilweise unterständigen, einfächerigen Fruchtknoten verwachsen. Im Fruchtknoten ist in basaler Plazentation nur eine Samenanlage vorhanden. Es ist ein Griffel mit zwei papillösen Narben vorhanden.
Die von den fleischigen Blütenhüllblättern umhüllte Achäne ist geflügelt. Der kreisförmige, abgeflachte Same besitzt einen häutigen, durchscheinenden Samenmantel. Die Verbreitung der Diasporen erfolgt durch den Wind.
Die Basischromosomenzahl beträgt n = 9.

## Systematik
Die Typusart wurde 1838 als Batis vermiculatus von William Jackson Hooker in Flora Boreali-Americana, 2(9), S. 128 erstbeschrieben. Die Erstveröffentlichung des Gattungsnamens Sarcobatus erfolgte 1839 durch Christian Gottfried Daniel Nees von Esenbeck in Reise in das Innere von Nord-America in den Jahren 1832 bis 1834, 1, S. 510. Die Umbenennung der damals einzigen Art in Sarcobatus vermiculatus erfolgte 1848 durch John Torrey in Notes of a Military Reconnoissance, S. 149. Die Gattung Sarcobatus war monotypisch, bis 1892 Frederick Vernon Coville eine zweite Art aus dem westlichen Nevada publizierte. Ein Synonym für Sarcobatus Nees ist Fremontia Torr. Früher wurde diese Gattung in die Tribus Sarcobateae innerhalb der Unterfamilie Salsoloideae der Familie der Chenopodiaceae Vent. (bei Cronquist, Dahlgren oder Takhtajan) eingeordnet. Die Familie Sarcobataceae wurde im August 1997 von Heinz-Dietmar Behnke in Taxon, 46, S. 503 aufgestellt. Innerhalb der Ordnung der Caryophyllales bilden die Sarcobataceae mit den Phytolaccaceae und Nyctaginaceae eine Klade.
Die Familie enthält nur eine Gattung mit nur zwei Arten:
- Sarcobatus baileyi Coville (Syn.: Sarcobatus vermiculatus var. baileyi (Coville) Jeps.): Sie gedeiht auf alkalischen Böden in semiariden oder ariden Becken bis Hügeln in gemischtem Buschwerk nur in Höhenlagen zwischen 1200 und 1900 Meter nur in Nevada.
- Sarcobatus vermiculatus (Hook.) Torr. (Syn.: Batis vermiculata Hook.): Sie besiedelt das Gesamtareal der Gattung.

Die beiden Arten können in Nevada in Habitaten gemeinsam vorkommen und gelegentlich wurden F1-Hybriden gefunden, die morphologisch zwischen den beiden Arten stehen, aber missgebildete Blätter und Blütenstände aufweisen; sie scheinen steril zu sein.